# 日下正隆
日下 正隆（くさか まさたか、1945年（昭和20年）1月26日 - ）は、日本の政治家。元那賀町長（1期）。徳島県立富岡西高等学校卒業。徳島県那賀町出身。

## 経歴
旧那賀郡鷲敷町生まれ。1964年（昭和39年）、徳島県立富岡西高等学校卒業。高校卒業後は鷲敷町役場に勤務。その後、鷲敷町役場総務課長・鷲敷町教育委員会教育長、収入役などを歴任した。
2005年（平成17年）3月1日、鷲敷町・相生町・上那賀町・木沢村・木頭村が合併して那賀町が発足。合併に伴い4月17日に行われた那賀町長選挙に出馬し初当選した。
2007年（平成19年）3月22日、土地開発公社名義で3億7500万円を借り入れ、流用したとする告白文書と辞職願を町議会議長に送り、以後行方不明となった。辞職願は3月23日は受理される。日下は鷲敷町収入役だった際、高松市内の金融機関に「業者に対する町の支払資金に必要」と偽った上、同町長名義の借入申込書を偽造。2002年9月下旬ごろ、収入役名義の口座に3億7500万円を振り込ませ、現金をだまし取っていた。
同年7月5日、徳島市内の知人宅にいたところを徳島県警察の捜査員に見つかり、逮捕された。